# Juin 1899

## Événements
- France : 'Mémoire sur les développements en fraction continues de la fonction exponentielle pouvant servir d'introduction à la théorie des fractions continues algébriques' par Henri Padé (Approximant de Padé)

- 3 juin, France : arrêt de révision, Dreyfus est renvoyé devant le Conseil de guerre de Rennes.

- 5 juin : Émile Zola revient en France.

- 19 juin : course automobile italienne Padua-Bassano-Padua (175 km). Ettore Bugatti s’impose sur une Prinetti-Stucchi.

- 21 juin, Canada : signature du Traité 8 entre la reine et les tribus du Nord de l'Alberta, Saskatchewan, Territoires du Nord-Ouest et nord est de la Colombie-Britannique.

- 22 juin, France : le radical Waldeck-Rousseau, élu par le Bloc républicain, devient président du Conseil (fin en 1902).

## Naissances
- 12 juin :
  - Weegee (Arthur Fellig), photographe américain († 26 décembre 1968).
  - Fritz Lipmann, Prix Nobel de Médecine († 24 juillet 1986)
- 17 juin :
  - Édouard Souberbielle (mort le 29 janvier 1986), organiste, maître de chapelle et professeur français
  - Charles Pizey (mort le 17 mai 1993), officier de La Royal Navy
  - Fausto Pirandello (mort le 30 novembre 1975), peintre italien
- 20 juin : Jean Moulin, homme politique et grand résistant Français († 8 juillet 1943).
- 22 juin : Michał Kalecki, économiste polonais auteur du modèle de Kalecki († 17 mars 1970).
- 26 juin : Maria Nikolaïevna, grande-duchesse de Russie, troisième fille de Nicolas II († 17 juillet 1918).
- 27 juin : Maurice Léonard, artiste peintre français  († 22 septembre 1971).
- 28 juin :
  - André Mélin (mort le 7 janvier 1963), aviateur français
  - Walter Krivitsky (mort le 10 février 1941), espion soviétique
- 30 juin : František Tomášek, cardinal tchèque, archevêque de Prague († 4 août 1992).

## Décès
- 4 juin : Johann Strauss (fils), compositeur autrichien de valses célèbres (° 1825).
- 10 juin : Ernest Chausson, compositeur français
- 16 juin : Guillaume-Marie-Romain Sourrieu, cardinal français, archevêque de Rouen (° 27 février 1825).
- 17 juin :
  - Émile Revest (né le 26 février 1828), personnalité politique française
  - Auguste Subé (né le 12 septembre 1807), industriel français
  - Charles Joseph Lenoir (né le 16 décembre 1844), sculpteur français
- 28 juin : Utagawa Yoshitaki (né le 13 avril 1841), dessinateur japonais